# Битва під Данбаром (1296)
Битва під Данбаром — битва у 1296 році поблизу шотландського міста Данбар, між англійськими військами під проводом Едуарда I й шотландськими силами під керівництвом Джона Баліола.

## Передумови
За часів правління короля Олександра III Шотландія квітнула економічно й перебувала у відносно мирних відносинах зі своїм південним сусідом — Англією. Однак трагічна смерть шотландського короля відродила усі старі проблеми та спричинила нові, які у підсумку призвели до подій, відомих як Перша війна за незалежність Шотландії.
У 1986 році Едуард I щойно завершив одну зі своїх кампаній в Уельсі, розбивши сили принца Ллівеліна. Едуард, незважаючи, а може завдяки своїм малопривабливим рисам характеру, був одним з наймогутніших та найуспішніших правителів Англії, особливо це проявлялось у його військових кампаніях. У той час англо-нормандська Англія мала найбоєздатнішу армію у всій Європі.
Едуард показав свою тактику у битвах в Уельсі, Англії та Франції, яка виявилась вкрай ефективною, якщо не сказати жорстокою та безжалісною. Він був супротивником, якого слід було остерігатись. Для Уельсу було дуже невдалим рішення боротись проти цього правителя. Як і інші середньовічні королі Англії, він мав проблеми з Францією, однак їх затьмарило його бажання розширити свій вплив у Британії. Цей його намір, підкріплений військовою могутністю, стало поганою звісткою для кельтських королівств Британії. Після Уельсу Едуард звернув свою увагу на Шотландію.
1286 року король Шотландії Олександр III, всупереч побажанням його радників, вирушив у Кінгхорн, щоб побачитись зі своєю молодою нареченою. В результаті його було знайдено серед крутих гір зі зламаною шиєю. Спадкоємці Олександра, його дочка і дружина, померли до нього, і прямих дорослих спадкоємців, які могли зійти на вакантний трон, не було. Замість законного короля чи королеви в Шотландії тепер панували хаос і безлад. Єдиною прямою спадкоємицею короля була його онука Маргарита, дитя відоме як «Норвезька діва», дочка короля Еріка Норвезького й дочки Олександра Маргарити. Раптова смерть Олександра означала кінець миру та процвітанню, упродовж якого кордони, які весь час змінювались, були визначені, й окремі племена кельтів, саксів і норманів у Південній Шотландії остаточно склались в одну націю. Гірські райони країни й острови все ще залишались кельтськими й норвезькими територіями, однак Південна Шотландія, звідки правив король, була населена змішаним населенням, і ґельська мова почала поступатись своїм місцем англійській, а місцями все ще домінували нормандська, французька й латина.
Едуард досить розумно поспішив укласти шлюб між своїм сином, принцом Уельським, та маленькою Маргаритою, «Норвезькою дівою». Угоду про шлюб було укладено у Біргемі. Однак доля знову завдала Шотландії тяжкого удару, коли дорогою до Британії маленька Маргарита захворіла й померла від хвороби, яка перебігала з гарячкою, на Оркнейських островах. Тепер Шотландія та її майбутнє знаходились в руках тринадцяти претендентів на престол. На прохання шотландського єпископа Фрезера (норман за походженням) Едуард погодився стати арбітром у цій ситуації. Підтвердивши його феодальний і військовий суверенітет, регенти Шотландії дозволили Едуарду приймати рішення про те, хто буде правити в Шотландії. Основними претендентами були Джон Баліол і Роберт Брюс Старший. Обидва вони були нащадками нормандських лицарів Вільгельма Завойовника. У цей час Шотландія, особливо її південна частина, перебувала під владою англо-нормандських феодалів, що правили в областях усім королівством. Ще розглядалась кандидатура «Рудого» Джона Коміна. Джон Балліоль мав великі земельні володіння у Франції; Роберт Брюс Молодший, граф Каррік, володів землями в Ессексі.
Едуард бажав домінувати в Шотландії. Якщо він не міг стати її королем, то він міг обрати найбільш прийнятного покірного його волі претендента. Він обрав Джона Балліоля, хоча Роберт Брюс, відповідно до кельтських звичаїв мав серйозніші претензії на трон. Роберт Брюс Старший передав свої родинні права своєму сину. Брюси відмовились присягнути новому королю. Втомившись від своєї образливої ролі представника амбіцій Едуарда, король Джон Балліоль відмовився від своєї вірності англійському королю й відновив союз із Францією, готуючись до війни з Англією. Роберт Брюс відхилив заклик до зброї з різних причин.
Нарешті Балліоль виступив проти англійців. Едуард, втягнутий до запеклої боротьби з Францією в Гасконі, що збіглася з повстанням в Уельсі, вирушив на північ.
Незважаючи на війну у Франції та Уельсі, Едуард прибув до Шотландії з армією англійських лицарів та валлійських лучників. Слід відзначити, що валлійці складали значну частину армії Едуарда, попри те, що зовсім нещодавно вони зазнали поразки від його рук.

## Хід битви
Англійська армія підійшла до Бервіка наприкінці березня 1296 року, де виявила місто і його жителів, готових до тривалої облоги. Жителі Бервіка були настільки впевненими в собі, що дозволяли собі глузувати з англійців. Однак досвідчені англійські війська швидко захопили місто і провели весь день, вирізаючи городян — чоловіків, жінок та дітей — за прямим наказом Едуарда.
Проте кровожерливість Едуарда все ще не було задоволено. Заволодівши Бервіком, він відрядив Джона де Варенна захопити Данбар. Загін Варенна складався з відбірної кавалерії, валлійських лучників, і сильних піхотинців, набраних на півночі. Досягнувши Данбара 29 квітня 1296 року, Варенн виявив, що замок так само готовий до облоги, а основні сили шотландців були зосереджені поза його стінами поблизу містечка, відомого під назвою Строттсмір. Ними командував «Рудий» Джон Комін, граф Б'юхан.
Варенн залишив замок без уваги й запропонував битву основній частині шотландських загонів. Шотландці, що не мали нестачі хоробрості, але погано дисципліновані, порушили свої порядки й кинулись на англійців. Їх зустрів град валлійських стріл. Розбиті та зім'яті, їхні ряди були втоптані в землю кавалерією Варенна, яка добивала тих, хто вижив, за допомогою мечів, списів, сокир та булав. Варенн вщент розбив шотландську армію, знищивши понад 10000 чоловік.
Результатом стала цілковита перемога англійців та загибель багатьох шотландських чоловіків, жінок та дітей, втрата Шотландської гордості. Уникнувши смерті, Джон Комін, три інших шотландських графи, й понад сотня з найбільш значимих послідовників Коміна потрапили у полон. Після своєї перемоги під Данбаром, Едуард тріумфально провів свою армію Шотландією, завівши її далі, ніж будь-хто з попередніх правителів Британії з часів римлян.

## Наслідки
Балліоля було усунуто від влади, Шотландія опинилась під владою англійців.
Едуард I зажадав, щоб Балліоль склав свої повноваження. У Монрозі обидва короля постали один перед одним. Перед англійськими та шотландськими придворними герб Балліоля було зірвано з нього й кинуто на підлогу. Його було остаточно принижено. Але зверхність Едуарда не знала меж. Він прийняв присягу від шотландських вельмож. У Перті він наказав, щоб священний Скунський камінь, на якому коронувались покоління шотландських королів, було відправлено у Вестмінстерське абатство. Проігнорувавши права Брюса, він призначив англійського віце-короля. Здавалось, що Шотландія стала частиною «Англійської імперії». Коли Едуард I повернувся назад, хроніст записав його брутальний коментар: «Це гарна робота — позбавитись від такого лайна».